# Heuvel (Waalre)
Heuvel of De Heuvel is een buurtschap  in de Nederlandse gemeente Waalre.
De buurtschap is gelegen aan de Heuvelstraat, aan de noordrand van Waalre-dorp.
In de buurtschap bevinden zich een aantal monumentale langgevelboerderijen, waarvan de boerderij op Heuvelstraat 1a Rijksmonument is.
Verder staan de boerderijen op Heuvelstraat 9, 12, 13 en 14 geregistreerd als gemeentelijk monument.